# بلير ألستون
بلير ألستون (بالإنجليزية: Blair Alston) هو لاعب كرة قدم بريطاني في مركز الوسط، ولد في 23 فبراير 1992 في كيركالدي في المملكة المتحدة. لعب مع نادي فالكيرك.

## وصلات خارجية
- بلير ألستون على موقع قاعدة بيانات كرة القدم.إي يو (الإنجليزية)
- بلير ألستون على موقع Soccerbase.com (لاعب) (الإنجليزية)
- بلير ألستون على موقع Soccerway.com (الإنجليزية)